# Большая пагода (Лондон)
Больша́я па́года (англ. the Great Pagoda) — первое сооружение, стилизованное под архитектуру Китая в Европе. Была построена в ричмондских садах Кью в 1761—1762 годах по проекту придворного архитектора Уильяма Чеймберса в соответствии с пожеланием матери короля Георга III, Августы. Высота архитектурного каприза — 50 м, диаметр нижнего яруса — 15 м. Внутри пагоды устроена лестница из 243 ступеней, крыша облицована кафельной плиткой.
Это 10-ярусное восьмигранное сооружение из сероватого кирпича в XVIII веке воспринималось как эталон шинуазри и наиболее точное в Европе воспроизведение китайской архитектуры. Подражания пагоде в Кью появились в Английском саду Мюнхена и других уголках Европы. По прихоти кузины заказчицы, Екатерины II, соотечественник Чеймберса, Чарлз Камерон, спроектировал аналогичное сооружение в центре Китайской деревни Царского Села, однако проект не был воплощён в жизнь.
С 2006 года пагода в летние месяцы открыта для туристов. Как и прочие сооружения Королевских садов Кью, она находится под охраной ЮНЕСКО как памятник Всемирного наследия.

## Интересные факты
- С пагодой связано несколько красочных легенд. В частности, рассказывают о том, что первоначально каждый ярус был украшен золотыми фигурами драконов, держащих в пасти по колоколу, и что постоянно нуждавшийся в средствах принц-регент велел демонтировать и продать их[3]. На самом деле фигуры драконов изначально были деревянными и со временем просто сгнили.
- Посетителям садов в Кью рассказывают, что во время Второй мировой войны памятник был приспособлен для испытания бомб[4].